# 히로오카 아사코
히로오카 아사코(일본어: 広岡 浅子, 번체자 : 廣岡淺子, 1849년 10월 18일 (가에이 2년 9월 3일) ~ 1919년 (다이쇼 8년) 1월 14일)은 일본의 사업가, 교육자, 사회운동가이다. 미쓰이 다카에키(三井高益)의 4녀이다.
펜네임은 구전십기생(九転十起生(きゅうてんじっきせい))이다. 메이지를 대표하는 여성 사업가이며, 호기, 영명한 천성으로 "일대의 여걸"로 칭송받았다.

## 생애

### 성장 과정
야마시로국 교토 (현 교토부 교토시) 아부라노코지도오리 데미즈의 고이시카와 미쓰이가 6대 당주 미쓰이 다카에키의 4녀로써 태어났다. 아명은 데루(照)였다. 어릴 적부터 바느질이나 다도, 꽃꽂이, 거문고 연습 등 보다, 사서오경 읽기 등 학문에 더 강한 흥미를 가지지만, "여자에게 교육은 필요없다"라고 하는 당시의 상가 관습이 굳어져있어, 집안 사람들로부터 독서를 금지당했다. 9살에 아버지가 돌아가시고, 35살의 다카요시(高喜)가 가장이 된다.
17살 (달력으로 세는 나이, 이하 같음)에 고우노이케 젠에몬과 대등한 오사카의 거상이었던. 가지마야의 8대 당주 히로카 규에몬 마사아츠의 차남 히로오카 신고로와 결혼했다. 시집간 후에도, 남편은 데다이에게 맡기고, 업무에 관여하지 않는 상가의 풍습에 의문과 한계를 느껴 부기나 산술 등을 독학하게 된다.
20살에 메이지 유신의 동란을 맞이해 가세가 기울어진 가지마야를 구하기 위해 실업계에 뛰어들어, 요절한 마사오(正饒)의 장남을 대신해, 카지마야의 당주가 된 9대 히로카 규에몬 마사아키 (신고로의 동생), 남편 히로카 신고로와 함께 카지마야의 재건에 힘을 썼다.

### 메이지의 여성 사업가로써
1884년 (메이지 17년) 무렵부터 탄광 사업에 참가했다. 지쿠호의 우루노탄광 (후쿠오카현 이즈카시, 후의 제철소 니노세탄광(二瀬炭鉱))을 매수, 개발에 착수했다. 혈혈단신으로 탄광에 들어가, 호신용 권총을 품에 안고 광부들과 엎치락 뒤치락 했다고 전해진다. 남자도 주저할 만한 모험적 사업에 굳이 나섰기 때문에 종종 미치광이 취급을 받았다고 한다.
1888년 (메이지 21년)에 카지마 은행을 설립했다. 이어 1902년 (메이지 35년)에 다이도생명 창업에 참가하는 등, 가지마야는 근대적인 금융 기업으로서 오사카의 유력 재벌이 된다. 이러한 활약으로 히로오카 아사코는 스즈키 요네, 미네시마 가요코 (오와리야 은행, 미네시마 합자회사 경영자) 등과 함께 메이지 시대의 대표적인 여성 사업가로 명성을 떨치게 된다.

### 여자고등교육기관 설립에 진력
도구라 쇼자부로의 소개로 1896년 (메이지 29년), 바이카여학교 교장이었던 나루세 진조을 만나, 나루세의 저서인 『여자 교육(女子教育)』을 건네받게 된다. 어릴 적에 학문을 금지당한 경험이 있는 아사코는 『여자 교육(女子教育)』에 크게 공감해, 금전 기부 뿐만 아니라, 나루세와 행동을 함께 해, 정재계의 유력자에게 협력을 부탁하는 등, 강력한 원조자가 된다. 히로오카가, 친정인 미쓰이가 일문을 움직여, 미츠이가로부터 메지로다이 토지를 기부시키기에 이르러, 1901년 (메이지 34년), 일본 여자대학교 (현 일본여자대학) 설립으로 이끈다. 일본 여자대학교의 발기인 중 한명으로, 창립 당초의 평의원이 된다. 또한 남편 (히로오카 신고로)은 여자대학교의 창립위원 중 한사람이다.

### 기독교와 여성 교육에 기여
개교 3년째가 되는 1904년 (메이지 37년), 남편 (히로오카 신고로)의 사망을 기해, 사업을 사위인 히로카 게이조 (다이도생명 2대 사장)에게 양도했다. 이후, 여성 교육이나 여성 사업에 공헌하는 것을 목표로 해, 사회공헌 사업과 자신의 학문에 전념, 나가이 나가요시 등에게 배우는 한편, 애국 부인회 오사카지부 수산사업의 중심적 인물로서도 활동했다.
1909년 (메이지 42년) 1월, 대학병원에서 흉부의 악성종양수술을 받아 회복했다. 같은해 말에 오사카의 기쿠치 간지의 집에서 미야가와 목사님와 알게되어, 동석자인 나루세로부터 종교 철학을 권유받은 인연으로 1911년 (메이지 4년)에 미야가와 쓰네테루에게 세례를 받았다. 여성운동과 폐창운동에도 참여했으며, 당시 발행이 잇따랐던 여성 잡지에 숱한 논설을 기고한다. "여성의 두번째 천성은 시기, 질투, 편협, 허영, 제멋대로, 푸념이며, 서양 부인은 종교에 의해 영적 수양을 하고 있다"며 미야가와에 의한 "심령의 각성"과 자신의 종교적 신조를 기록한 "일주일신(一週一信)"을 출판하여 일본의 기독교화에 힘썼다. 일본 YWCA 중앙위원, 오사카 YWCA 창립준비위원장을 맡았다.
일본여자대학 설립 후에도, 아사코의 여자 교육에 대한 정열은 식지 않고, 1914년 (다이쇼 3년)부터 1918년 (사망하기 1년 전)까지의 매년 여름, 피서지로써 별장을 건설한 고텐바 니노오카에서 젊은 여성을 모아 합숙 스터디회를 주재했다. 참가자에는 젊은 시절의 이치카와 후사에, 무라오카 하나코 등이 있었다. 이 시기에 도쿄 시바자이모쿠쵸 (현재 롯폰기 힐즈, 할리우드 뷰티 플라자)에 친척 건축가 보리스의 설계로 4층짜리 집을 짓고 있었다.
1919년 (다이쇼 8년), 신장염때문에 도쿄 아자부자이모쿠쵸 (현 롯폰기6초메)의 별저에서 사망했다. 향년 71세 (만 69세)의 나이였다. "나는 유언을 남기지 않겠다. 평소 한 말이 모두 유언입니다" 라며 유언을 남기지 않은 것으로 알려졌다. 생전부터 "(자손에게는) 부동산으로 자산을 남겨주고 싶다"며 각지에 별장 건물을 적극적으로 지었다. 장례식은 도쿄와 오사카에서 2번 행해져, 아사코의 공적을 기려, 일본여자대학교에서는 같은 해 6월 28일에 전교생 추도회를 개최했다.

추도식에서 조사를 표하는 것은 일본여자대학교 창립위원장인 오쿠마 시게노부였다. 오쿠마는 히로카의 공적에 대해서 이렇게 말했다.
아사코 여사는 항상 "비녀(非女)라 할지라도 노력만 하면 남자 못지않은 일을 할 수 있는 법이며, 힘이 있는 법이다. 그리고 인간은 그 처지를 개척해 자신이 생각하는 이상에 도달할 수 있는 것이다" 라는 단단한 신앙을 가지고 계셨습니다. (浅子夫人は常に『たとひ女子であっても努力さえすれば男子に劣らぬ仕事ができるものである、また力があるものである。而して人間は、その境遇を切り開いて自分の思う理想に達することのできるものである』という固い信仰を持っておられました。)
(중략)
이처럼 아사코 여사는 남자도 미치지 못할 위대한 힘을 가지고 모든 일에 임했기 때문에, 일부 사람들에게는 다소 오해도 있었지만, 그러나 아사코 여사의 활동은 실로 눈부신 것이어서, 단지 그 히로오카가를 위해서만이 아니라 사회적인 활동은 정말 본보기로 삼지 않으면 안됩니다.(このように浅子夫人は、男子も及ばぬような偉大な力をもって全ての事にあたられましたので、ある一部分の人からは多少誤解も受けましたが、しかし浅子夫人の活動は実に目覚ましいもので、ただにその広岡家のためのみならず、社会的の活動は本当の手本としなければなりません。)

-오오쿠마 시게노부

## 바둑
아사코는 바둑을 애호하고 있으며, 스스로도 아마추어로서 상급자이며, 또한 바둑기사인 이시이 센지를 후원하였다.

## 가족

### 친정 코이시카와 미쓰이가
- 아버지 : 미쓰이 다카에키 (1799년 ~ 1858년) - 고이시카와 미쓰이가 6대 당주.
- 매형 : 미쓰이 다카요시 (1823년 ~ 1894년) - 고이시카와 미쓰이가 7대 당주. 아직 어렸던 아사코를 동생으로 입적, 아사코의 이복언니 하루는 양녀로써 입적.
- 이복언니 : 하루 (1847년 ~ 1872년) - 아사코의 2살 언니. 아사코가 결혼하고 6일 후, 환전상 덴노지야 고헤에게 시집감.
- 처조카 : 미쓰이 다카카게 (1850년 ~ 1912년) - 고이시카와 미쓰이가 8대 당주. 다카요시의 장남.

### 시가 히로오카가
- 남편 : 히로오카 신고로 (1841년 ~ 1904년) - 8대 당주 히로오카 규에몬 마사아쓰의 차남. 아마가사키 방적 (후의 유니치카) 초대 사장. 오사카운하 이사. 아사코와 사이에서 1녀, 하녀 무메 (고토 토모)와의 사이에서 1남 3녀.
- 장녀 : 히로오카 가메코 (1876년 ~ 1973년) - 아사코의 외동딸. 메이지 9년 (1876년) 10월생
- 사위 : 히로오카 게이조 (1876년 ~ 1952년) - 자작 히토쓰야나기 쓰에노리의 차남.
- 시동생 : 9대 히로오카 규에몬 마사아키 (1844년 ~ 1909년) : 남편의 동생.
- 양녀 : 기토(貴登), 스테코(寿天子) - 기토는 미쓰이가(惣領家)의 미쓰이 다카무네의 아내. 스테코는 아사코의 처조카 미쓰이 다카카게의 아내. 둘다 히로오카 신고로, 아사코 부부의 양녀로 시집갔다.